# 新市 (大字)
新市，又稱為新市仔，是臺灣臺南市新市區的一個傳統地域名稱，也是全區行政中心所在地，位於該區中部。相較於今日行政區，其範圍大致包括新市里不含北部凸出部分的北半部及東南端及南部邊界地帶西段、新和里北半葉的東部邊界地帶、港墘里西部邊界地帶中偏北側一小段。
本地區境內主要聚落為新市，設有新市國小。

## 歷史
台灣日治初期，新市地區為一街庄，稱為「新市街」（舊制街庄），隸屬於新化西里。該街昔日北與三舍庄為鄰，東與港仔墘庄為鄰，南邊及西邊為新店庄。
1901年（日治明治三十四年）11月11日，全台廢縣廳改設二十廳，該街隸屬於臺南廳。1904年（明治三十七年）3月31日，該街編入「新市區」，隸屬於臺南廳。1909年（明治四十二年）10月25日，全台合併二十廳為十二廳，新市區仍隸屬於臺南廳。1920年（大正九年）10月1日，全台地方制度大改正，廢十二廳改設五州二廳，該街改制為「新市」大字，隸屬於臺南州新化郡新市庄（新制街庄）。
戰後新市庄改制為新市鄉，隸屬於臺南縣，大字亦改制為村。1950年（民國39年）10月25日，雲、嘉、南分治，新市鄉仍隸屬於臺南縣。2010年（民國99年）12月25日，臺南縣、市合併為直轄臺南市，新市鄉改制為新市區，村亦改制為里。

## 聚落
本地區發展較早的聚落為新市，在日治初期的官方地圖上已有繪出。

## 交通
台鐵縱貫線是台灣西部南北向鐵路幹線，經過本地區東部及東部南側邊界地帶，並在南部邊界外不遠處新市車站。該站屬三等站，停靠部分區間快車及全部區間車；由此可前往台鐵沿線各站。
省道台19甲線是鹽水至赤崁的幹道，經過本地區主聚落。由該道路北行可前往善化區、麻豆區、下營區、新營區等地；南行可前往新化區、關廟區、高雄市阿蓮區、岡山區等地。
區道南134線是南安至新市的道路，其東側端點（終點）位於本地區西南部的省道台17甲線暨區道南135線終點路口。
區道南135線是看西至新市的道路，其東側端點（終點）位於本地區西南部的省道台17甲線暨區道南134線終點路口。
區道南139線是大營至新市的道路，其南側端點（終點）位於本地區中部的省道台17甲線路口。

## 學校
- 新市國小

## 公務機關
- 新市區公所
- 臺南市新市區戶政事務所
- 臺南市政府警察局善化分局新市分駐所隊